# Recchia procera
Recchia procera là một loài bọ cánh cứng trong họ Cerambycidae.